# Franklinton (North Carolina)
Franklinton ist eine Town in Franklin County, North Carolina, Vereinigte Staaten. Das U.S. Census Bureau ermittelte bei der Volkszählung 2020 eine Einwohnerzahl von 2456.

## Geographie
Franklinton liegt im Norden des US-Bundesstaates North Carolina, 40 Kilometer nördlich von Raleigh, der Hauptstadt North Carolinas. Das Stadtgebiet ist 2,9 km² groß.

## Demographische Daten
Im Jahre 2000 hatte Franklinton 1745 Einwohner in 722 Haushalten, wobei die Bevölkerungsdichte 607,0/km² betrug. 57,08 % der Einwohner waren europäischer Abstammung, 40,68 % afro-amerikanischer und 2,01 lateinamerikanischer Abstammung. Der Anteil von nordamerikanischen Ureinwohnern beträgt 0,06 % und der von Einwohnern mit Asiatischer Abstammung 0,17 %.

Das Durchschnittseinkommen eines Haushaltes in Franklinton betrug 28.571 $ und das einer Familie 34.412 $. Das Einkommen eines Mannes lag durchschnittlich 5000 $ über dem einer Frau. 14,8 % der Familien sowie 19,6 % der Einwohner lebten unter der Armutsgrenze.

## Verschiedenes
Größter Arbeitgeber der Stadt ist das dänische Unternehmen Novozymes, eine Firma im Bereich der Bioindustrie. Benannt ist die Stadt nach Benjamin Franklin.